# Jewish Architectural Heritage Foundation
Jewish Architectural Heritage Foundation este o organizație non-profit cu sediul în New York. Aceasta se ocupa cu conservarea mai multor clădiri istorice evreiești din România și Ungaria.